# Muhammad ibn Mardanis
Muhammad ibn abd Allah ibn Sad ibn Mardanis (né à Peñíscola en 1124 [an 518 de l'Hégire] et mort en mars 1172 à Murcie), connu par les chrétiens sous le surnom du Roi Loup (en espagnol El Rey Lobo), est un monarque d’origine mozarabe, qui réussit à être roi de toute la zone orientale de Al-Andalus.

## Biographie
Descendant d’une famille d’aristocrates mozarabes, il est passé dans l’histoire d'Espagne comme un homme politique habile, qui tint en échec les troupes des envahisseurs africains. Son règne prit place entre le démantèlement de l'empire almoravide et le nouveau pouvoir almohade.
Sa trajectoire politique démarre vers 1146. Mardanis succède à son oncle Abd Allah ibn Iyad roi de Valence et est nommé souverain du royaume de Murcie. 
Il construit un État puissant. Il achète la paix aux rois chrétiens moyennant des tributs ; il obtient ainsi de larges périodes de paix, pendant lesquelles il agrandit et enrichit son royaume, ce qui lui permet d’émettre de la monnaie. Il cherche ainsi l'alliance des rois Alphonse VII de Castille et Alphonse II d'Aragon et l'appui des républiques de Gênes et Pise. À ses côtés, combattent beaucoup de chrétiens, comme par exemple Pedro Ruiz de Azagra qui reçoit du roi Loup le château et la cité d'Albarracín.
Il étend son royaume, en occupant Albacete, Xàtiva, Dénia, Jaén, Baza, Úbeda, Guadix,  Carmona, Écija et Grenade ; il menace Cordoue et va jusqu’à assiéger Séville.

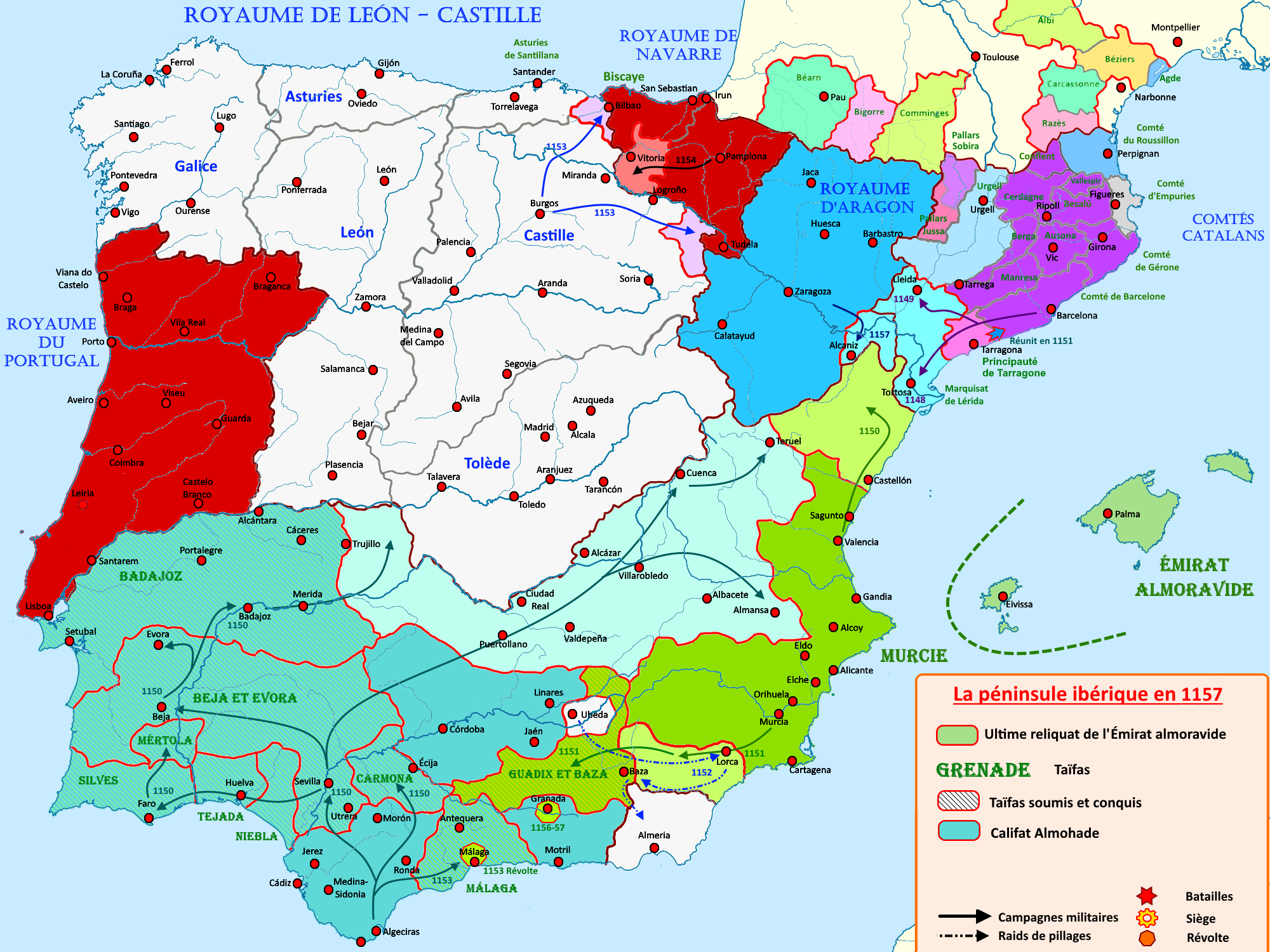
L'essor de la Taïfas de Murcie de 1148 à 1157

Sa tentative de prendre Cordoue, en 1165 provoque la levée d'une grande armée almohade, venant d’au delà du détroit et renforcée à son arrivée dans la Péninsule. Cette armée se met en marche à partir de Séville, en direction de Murcie. C’est le commencement de l’affaiblissement du pouvoir de Ibn Mardanis, même si deux ans auparavant il avait déjà subi un sérieux revers dans sa tentative d’enlever Grenade à l’empire almohade. Quelques jours après, le Roi Loup et ses 13 000 chrétiens subissent une écrasante déroute, au lieu où la vallée du Guadalentín s’unit à la vallée de Murcie. Les inexpugnables murailles de la cité de Murcie protègent le roi chrétien, les restes de son armée et la population civile, mais la riche plaine (huerta) et les somptueuses demeures de loisir des nobles murciens restent aux mains des envahisseurs, qui détruisent et pillent à loisir. La résidence mardanisi de Monteagudo est rasée.
L’alliance entre Ibn Mardanis et son beau-père, le seigneur de Jaén se rompt, ce qui entraîne de nouvelles campagnes des murciens et de leurs alliés pour annexer les territoires de celui-ci, territoires  qui ont tout spécialement une importance économique et stratégique pour Murcie.
L’armée almohade revient en septembre 1171. Cette fois encore le siège de la capitale ne donne aucun résultat. Mais une bonne partie des autres villes et villages, passent dans le camp almohade, en adoptant sa doctrine et en expulsant les militaires et les civils chrétiens. Ils espèrent, sans doute, en finir avec cette guerre qui avait trop duré et avec l’insupportable pression fiscale. Finalement, alors qu’il ne lui reste pratiquement plus d’alliés, meurt le Roi Loup, en mars 1172, et ses fils s’empressent de se déclarer vassaux des Almohades et des partisans de leur religion.

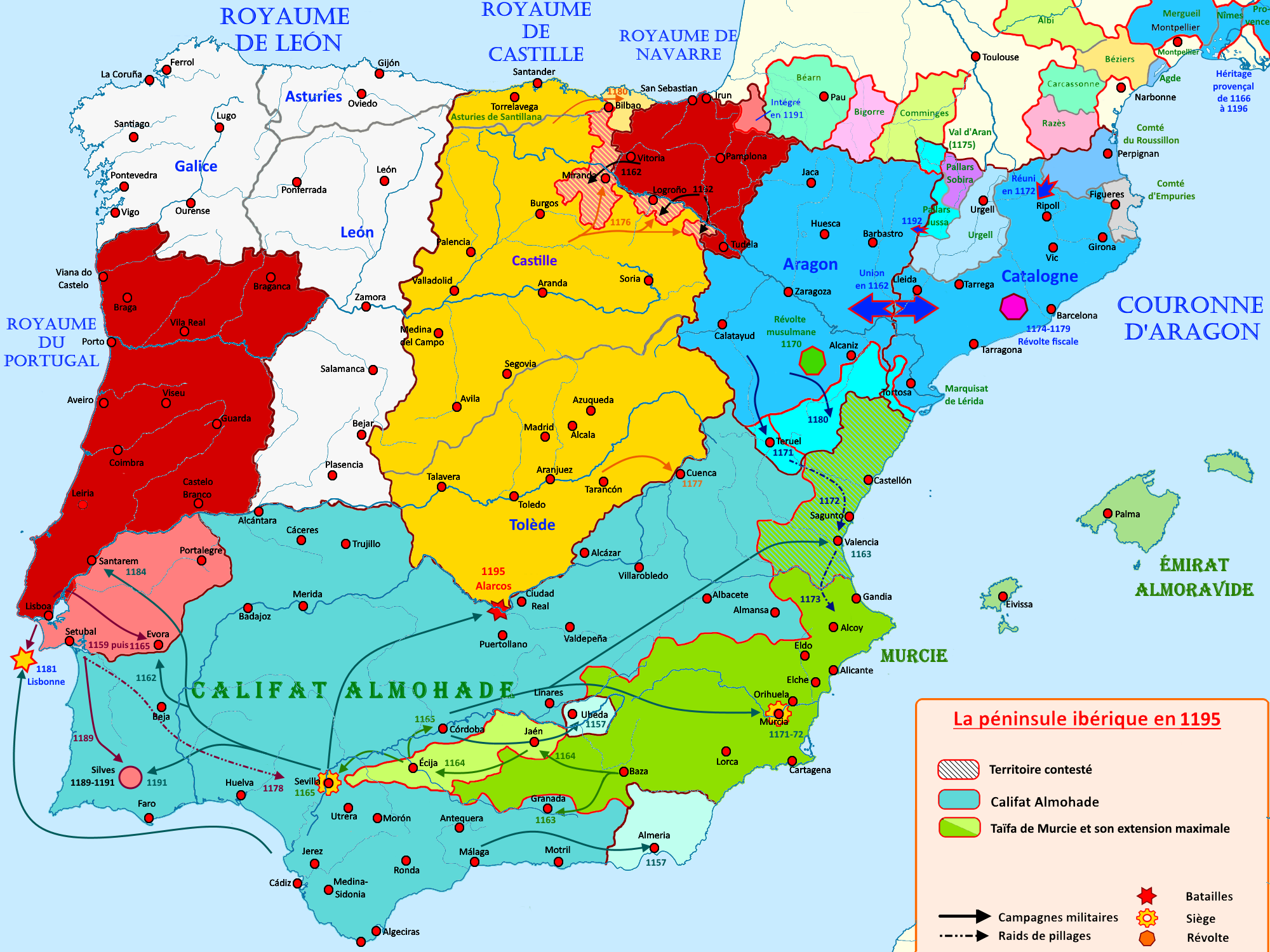
La fin du royaume de Murcie en 1172